# Министерство по вопросам стратегических отраслей промышленности Украины
Министерство по вопросам стратегических отраслей промышленности Украины (укр. Міністерство з питань стратегічних галузей промисловості) — государственный орган исполнительной власти Украины с 22 июля 2020 года по 17 июля 2025 года, который был ответственен за проведение правительственной политики в сфере развития стратегических отраслей промышленности.
17 июля 2025 года Верховная Рада Украины приняла закон об объединении министерства с Министерством обороны Украины. 21 июля 2025 года Кабинет Министров Украины принял решение о ликвидации Министерства по вопросам стратегических отраслей промышленности.

## Министры
- Олег Уруский (16 июля 2020 — 3 ноября 2021);
- Павел Рябикин (4 ноября 2021 — 20 марта 2023);
- Александр Камышин (21 марта 2023 — 4 сентября 2024);
- Герман Сметанин (5 сентября 2024 — 17 июля 2025).